# بان يوي
بان يوي (بالصينية: 潘岳) هو صحفي صيني، ولد في 1960 في نانجينغ في الصين.